# Leucoloma aduncum
Leucoloma aduncum är en bladmossart som beskrevs av Jean Édouard Gabriel Narcisse Paris 1897. Leucoloma aduncum ingår i släktet Leucoloma och familjen Dicranaceae. Inga underarter finns listade i Catalogue of Life.